# Estadio Nuevo Vivero
Das Estadio Nuevo Vivero ist ein Fußballstadion in der spanischen Stadt Badajoz. Es ist mit einem Fassungsvermögen von 15.198 Zuschauern die größte Fußballarena in der Autonomen Gemeinschaft Extremadura und dient dem Verein CD Badajoz als Heimspielstätte.

## Geschichte
Der Bau des Estadio Nuevo Vivero, das das alte Estadio El Vivero ersetzen sollte, begann im September 1997. Die neue Spielstätte wurde südwestlich des Stadtgebietes, am südlichen Ufer des Guadiana als Teil des Sportkomplexes Ciudad Deportiva Municipal La Granadilla errichtet. Das Spielfeld wird von zwei Zuschauerrängen umschlossen, überdacht ist lediglich die Haupttribüne auf der Westseite des Stadions. Die feierliche Eröffnung erfolgte am 2. Dezember 1998 mit einem Spiel zwischen der CD Badajoz und dem Lokalrivalen FC Extremadura, dieses endete mit einem 0:0. 

## Länderspiele im Estadio Nuevo Vivero
Am 8. September 1999 bestritt die spanische Fußballnationalmannschaft der Männer im neuen Stadion eine Begegnung der EM-Qualifikation 2000 gegen Zypern, die Hausherren gewannen das Spiel mit 8:0. Drei weitere Partien kamen seitdem hinzu.

### Männer
| Datum        | Heim    | Gast          | Ergebnis | Anlass                | Zuschauer |
| ------------ | ------- | ------------- | -------- | --------------------- | --------- |
| 8. Sep. 1999 | Spanien | Zypern        | 8:0      | EM-Qualifikation 2000 | 12.500    |
| 2. Sep. 2006 | Spanien | Liechtenstein | 4:0      | EM-Qualifikation 2008 | 12.400    |
| 5. Sep. 2021 | Spanien | Georgien      | 4:0      | WM-Qualifikation 2022 | 8444      |
| 5. Juni 2024 | Spanien | Andorra       | 5:0      | Freundschaftsspiel    | –         |

### Frauen
Bisher trat die spanische Auswahl der Frauen einmal in Badajoz an.
| Datum        | Heim    | Gast     | Ergebnis | Anlass                | Zuschauer |
| ------------ | ------- | -------- | -------- | --------------------- | --------- |
| 1. Dez. 2015 | Spanien | Portugal | 2:0      | EM-Qualifikation 2017 | 5750      |